# Charles Schlee
Charles Wilhelm Daniel Schlee (ur. 21 lipca 1873 w Kopenhadze, zm. 5 stycznia 1947 w Cambridge w stanie Maryland) – amerykański kolarz torowy pochodzenia duńskiego, złoty medalista olimpijski.

## Kariera
Największy sukces w karierze Charles Schlee osiągnął w 1904 roku, kiedy zdobył złoty medal w wyścigu na 5 mil podczas igrzysk olimpijskich w St. Louis. W zawodach tych bezpośrednio wyprzedził dwóch rodaków: George’a Wileya oraz Arthura Andrewsa. Faworyci do medali: Marcus Hurley, Burton Downing oraz Teddy Billington odpadli z rywalizacji w wyniku kolizji. Schlee uniknął kolizji i zdołał przesunąć się z końca stawki aż na pierwsze miejsce. Był to jednak jedyny medal wywalczony przez niego na międzynarodowej imprezie tej rangi. Na tych samych igrzyskach blisko medalu był w wyścigu na ⅓ mili, gdzie zajął czwartą pozycję, przegrywając walkę o podium z Billingtonem. Na igrzyskach w Saint Louis wziął również udział czterech kolejnych konkurencjach kolarskich: nie ukończył rywalizacji na ½, 2 i 25 mil, a w wyścigu na 1 milę odpadł we wczesnej fazie. Schlee nigdy nie zdobył medalu na torowych mistrzostwach świata.